# Marquês da Foz
Marquês da Foz é um título nobiliárquico criado pelo Rei D. Luís I por Decreto de 26 de Maio de 1986 em favor de Tristão Guedes Correia de Queirós, 2.° Conde da Foz.
O 1.º Conde da Foz, Gil Guedes Correia de Queiroz, nascido em Santarém em 1795 e falecido em Lisboa em 1870, foi criado Barão da Foz pela Rainha D. Maria II por Decreto de 21 de Outubro de 1841. Foi elevado a Visconde da Foz pelo Regente D. Fernando II em nome do Rei D. Pedro V por Decreto de 15 de Setembro de 1855. Foi depois elevado a Conde da Foz em duas vidas pelo Rei D. Luís I por Decreto de 30 de Setembro de 1862.

## Barão da Foz (1841)
Título criado pela Rainha D. Maria II por Decreto de 21 de Outubro de 1841 em favor de Gil Guedes Correia de Queiroz.

### Titular
1. Gil Guedes Correia de Queiroz (1795–1870), 1.º Barão, Visconde e Conde da Foz

### Armas
As dos Marqueses da Foz. Coroa de Barão.

## Visconde da Foz (1855)
Título criado pelo Regente D. Fernando II em nome do Rei D. Pedro V por Decreto de 15 de Setembro de 1855 em favor de Gil Guedes Correia de Queiroz, 1.º Barão da Foz.

### Titular
1. Gil Guedes Correia de Queiroz (1795–1870), 1.º Barão, Visconde e Conde da Foz

### Armas
As dos Marqueses da Foz. Coroa de Visconde.

## Condes da Foz (1862)
Título criado em duas vidas pelo Rei D. Luís I por Decreto de 30 de Setembro de 1862 em favor de Gil Guedes Correia de Queiroz, 1.º Barão e Visconde da Foz.

### Titulares
1. Gil Guedes Correia de Queiroz (1795–1870), 1.º Barão, Visconde e Conde da Foz
2. Tristão Guedes Correia de Queirós (1849–1917), 2.º Conde e 1.º Marquês da Foz
3. Gil Pedro Paulo Guedes Cabral Correia de Queiroz (1880–1944), 3.º Conde da Foz
4. Jacinto Brandão de Melo de Magalhães Guedes de Queirós (1931–2013), 4.º Conde e 3.º Marquês da Foz
5. Gil de Almeida de Sousa de Macedo Guedes de Queiroz (1963), 5.º Conde da Foz

### Armas
As dos Marqueses da Foz. Coroa de Conde.

## Marqueses da Foz (1886)
Título criado pelo Rei D. Luís I por Decreto de 26 de Maio de 1986 em favor de Tristão Guedes Correia de Queirós, 2.° Conde da Foz.

### Titulares
1. Tristão Guedes Correia de Queirós (1849–1917), 2.º Conde e 1.º Marquês da Foz
2. Tristão Guedes Cabral Correia de Queirós (1903–1984), 2.° Marquês da Foz
3. Jacinto Brandão de Melo de Magalhães Guedes de Queirós (1931–2013), 4.° Conde e 3.° Marquês da Foz, 4.° Conde de Cabral

### Armas
Escudo esquartelado: I - Guedes, II - Correia, III - Queiroz, IV - Castelo-Branco. Coroa de Marquês.